# Декларація про підтримку європейської перспективи України
Декларації про підтримку європейської перспективи України — двосторонні документи, які Україна підписувала у 2021–2022 роках з окремими країнами Європейського Союзу (ЄС), у яких країни ЄС декларували надання допомоги Україні у вступі до ЄС і зокрема фіксували підтримку європейської перспективи України, тобто право України подати заявку на членство у ЄС у разі дотримання всіх умов і зобов’язань.
Процес підписання таких декларацій був започаткований Президентом України Володимиром Зеленським у 2021 році у межах нової тактики зближення України з Євросоюзом і забезпечення підтримки майбутньої української заявки на вступ до ЄС. Упродовж року Україна підписала такі декларації з 8 країнами ЄС (із 27 країн-членів), а після початку російського вторгнення європейська перспектива України була офіційно підтримана Європарламентом та Єврокомісією.

## Історія
18 березня 2021 президент Зеленський підписав першу декларацію про підтримку європейської перспективи України із Президентом Литви Ґітанасом Наусєдою, причому Наусєда повідомив, що Зеленський планує підписати такі декларації і з іншими країнами.
До 19 лютого 2022 року такі декларації підписали 8 країн ЄС: Литва, Польща, Латвія, Естонія, Словаччина, Хорватія, Словенія, Болгарія (див. таблицю нижче). Також було відомо, що переговори щодо підписання такої декларації велися із Румунією.
28 лютого 2022 року, невдовзі після початку повномасштабного російського вторгнення до України, Україна подала офіційну заявку на членство в Євросоюзі.
1 березня 2022 року президентка Європейського парламенту Роберта Мецола заявила, що Європарламент визнає європейську перспективу України, після чого Європарламент прийняв резолюцію, яка рекомендує державам-членам ЄС працювати над наданням Україні статусу кандидата на вступ.
17 червня 2022 року Єврокомісія офіційно рекомендувала надати Україні європейську перспективу і статус кандидата у члени ЄС.

### Список підписаних декларацій
З 18 березня 2021 року до 19 лютого 2022 року Україна підписала 8 декларацій з країнами Євросоюзу як вказано у таблиці нижче. Від імені України усі декларації були підписані президентом Зеленським, а від імені країн ЄС декларації підписували їхні президенти або премʼєр-міністри.
| Дата підписання  | Країна ЄС  | Підписант з боку країни ЄС       | Текст  | Примітки      |
| ---------------- | ---------- | -------------------------------- | ------ | ------------- |
| 18 березня 2021  | Литва      | президент Ґітанас Наусєда        |        | [ 3 ]         |
| 3 травня 2021    | Польща     | президент Анджей Дуда            | [ 11 ] | [ 12 ]        |
| 8 травня 2021    | Латвія     | президент Егілс Левітс           |        | [ 13 ]        |
| 19 травня 2021   | Естонія    | прем'єр-міністр Кая Каллас       |        | [ 14 ]        |
| 2 листопада 2021 | Словаччина | президент Зузана Чапутова        |        | [ 15 ]        |
| 8 грудня 2021    | Хорватія   | прем’єр-міністр Андрей Пленкович |        | [ 16 ]        |
| 15 грудня 2021   | Словенія   | прем'єр-міністр Янез Янша        |        | [ 17 ] [ 18 ] |
| 19 лютого 2022   | Болгарія   | прем'єр-міністр Кирил Петков     |        | [ 19 ]        |

## Тексти декларацій
Тексти підписаних декларацій зазвичай не оприлюднювалися, однак згідно офіційних повідомлень у таких деклараціях зокрема:
- визначалися пріоритетні напрями співпраці між Україною та країною ЄС у межах стратегічного курсу України на набуття повноправного членства у Європейському Союзі,
- вказувалося, що «відповідно до статті 49 Договору про Європейський Союз Україна, як і будь-яка європейська держава, яка поважає цінності, закріплені у статті 2 цього Договору, і зобов’язується їм слідувати, може подати заявку на членство у Євросоюзі у разі дотримання всіх умов і зобов’язань»,
- а також фіксувалася підтримка країною ЄС України у випадку подачі такої заявки.[3][11][13][14][15][16][17][19]

Наприклад, у декларації із Польщею було сказано:
|  | … Президент Республіки Польща та Президент України … відзначили намір України подати заявку на членство в ЄС у майбутньому після імплементації положень Угоди про асоціацію між Україною та ЄС за умови виконання Копенгагенських критеріїв та погодилися, що Республіка Польща підтримуватиме Україну в цьому.Оригінальний текст (англ.) … the President of the Republic of Poland and the President of Ukraine … noted the intention of Ukraine to apply for the EU membership in the future after implementing the provisions of EU-Ukraine Association Agreement, provided the Copenhagen criteria are met, and agreed that the Republic of Poland will support Ukraine to this end. |